# Lorenz Gottlieb Brunner
Lorenz Gottlieb Brunner (* im 19. Jahrhundert; † im 19. Jahrhundert) war ein deutscher Apotheker und Abgeordneter.

## Leben
Brunner legte am 9. April 1834 den Bürgereid der Freien Stadt Frankfurt ab und lebte als Apotheker in Frankfurt. Mitte des 19. Jahrhunderts erwarb er die 1795 von Lorentz Dalton in Offenbach gegründete und 1838 nach Frankfurt verlegte Firma L. Dalton & Co., eine Seifen- und Parfümeriefabrik.
Nach der Märzrevolution wurde er in einer Nachwahl am 3. Mai 1849 in die Constituierende Versammlung der Freien Stadt Frankfurt gewählt. 1861 bis zum Ende der Freien Stadt Frankfurt 1866 war er Mitglied der Ständigen Bürgerrepräsentation der Freien Stadt Frankfurt.